# Wall, South Dakota
Wall är en ort i Pennington County i delstaten South Dakota, USA.